# يفغيني دياتشكوف
يفغيني دياتشكوف (بالروسية: Евгений Николаевич Дьячков)‏ هو لاعب كرة قدم روسي في مركز الدفاع، ولد في 9 أكتوبر 1975 في يوشكار-أولا في روسيا. لعب مع روبين قازان ولوخ إينيرجيا فلاديفوستوك.